# Chrysoprasis
Chrysoprasis är ett släkte av skalbaggar. Chrysoprasis ingår i familjen långhorningar.

## Dottertaxa tillChrysoprasis, i alfabetisk ordning[1]
- Chrysoprasis abyara
- Chrysoprasis aeneicollis
- Chrysoprasis aeneiventris
- Chrysoprasis airi
- Chrysoprasis atrata
- Chrysoprasis aurata
- Chrysoprasis aureicollis
- Chrysoprasis aurigena
- Chrysoprasis basalis
- Chrysoprasis beraba
- Chrysoprasis bicolor
- Chrysoprasis bipartita
- Chrysoprasis catarina
- Chrysoprasis chalybea
- Chrysoprasis chevrolati
- Chrysoprasis collaris
- Chrysoprasis concolor
- Chrysoprasis cuiciuna
- Chrysoprasis dutreuxi
- Chrysoprasis festiva
- Chrysoprasis floralis
- Chrysoprasis globulicollis
- Chrysoprasis grupiara
- Chrysoprasis guerrerensis
- Chrysoprasis hirtula
- Chrysoprasis hispidula
- Chrysoprasis ibaca
- Chrysoprasis icuara
- Chrysoprasis itaiuba
- Chrysoprasis linearis
- Chrysoprasis marta
- Chrysoprasis melanostetha
- Chrysoprasis moerens
- Chrysoprasis morana
- Chrysoprasis nana
- Chrysoprasis nigrina
- Chrysoprasis nigristernis
- Chrysoprasis nitidisternis
- Chrysoprasis nymphula
- Chrysoprasis obiuna
- Chrysoprasis pacifica
- Chrysoprasis para
- Chrysoprasis pilosa
- Chrysoprasis piriana
- Chrysoprasis pitanga
- Chrysoprasis poticuara
- Chrysoprasis potiuna
- Chrysoprasis principalis
- Chrysoprasis punctulata
- Chrysoprasis quadrimaculata
- Chrysoprasis reticulicollis
- Chrysoprasis ritcheri
- Chrysoprasis rotundicollis
- Chrysoprasis rubricollis
- Chrysoprasis rugulicollis
- Chrysoprasis sapphirina
- Chrysoprasis seticornis
- Chrysoprasis sobrina
- Chrysoprasis suturalis
- Chrysoprasis suturella
- Chrysoprasis tendira
- Chrysoprasis timapeba
- Chrysoprasis tobiuna
- Chrysoprasis tybyra
- Chrysoprasis valida
- Chrysoprasis variabilis
- Chrysoprasis viridis
- Chrysoprasis vittata